# The Magician (film din 1926)
The Magician este un film de groază american din 1926 scris și regizat de Rex Ingram despre eforturile unui alchimist/magician de a obține sângele unei virgine pentru experimentele sale de a crea viață. Scenariul este bazat pe romanul omonim din 1908 al lui W. Somerset Maugham. Rolurile principale sunt interpretate de actorii Alice Terry (soția regizorului), Paul Wegener și Iván Petrovich.
Criticul Carlos Clarens a scris în 1967 că este „poate cel mai evaziv dintre toate filmele pierdute”. Cu toate acestea, de când Clarens a afirmat acest lucru, au apărut diverse înregistrări ale filmului. Unele au fost proiectate la festivaluri de film independente începând cu 1993, iar filmul a fost prezentat și la Turner Classic Movies. Filmul a rămas indisponibil din punct de vedere comercial până la lansarea pe DVD în Colecția Arhiva Warner Brothers în 2011 (cu o durată de 88 de minute).

## Distribuție
- Alice Terry - Margaret Dauncey
- Paul Wegener - magicianul Oliver Haddo
- Iván Petrovich - Dr. Arthur Burdon
- Firmin Gémier - Dr. Porhoet
- Gladys Hamer - Susie Boyd
- Henry Wilson - Haddo's Servant
- Hubert I. Stowitts - Dancing Faun (ca Stowitts)